# Pigritia angustipennella
Pigritia angustipennella är en fjärilsart som beskrevs av William George Dietz 1900. Pigritia angustipennella ingår i släktet Pigritia och familjen förnamalar. Inga underarter finns listade i Catalogue of Life.